# Biocenose
Biocenose, biota ou comunidade biológica é a associação de comunidades que habitam um biótopo. O termo "biocenose" (do grego bios, vida, e koinos, comum, público) foi criado pelo zoólogo alemão Karl August Möbius, em 1877, para ressaltar a relação de vida em comum dos seres que habitam determinada região. A biocenose de uma floresta, por exemplo, compõe-se de populações de arbustos, árvores, pássaros, formigas, microrganismos etc., que convivem e se inter-relacionam.